# Congreso de Química de Ginebra
El Congreso de Química de Ginebra de 1892 fue un simposio que convocó a sociedades de química de catorce países y del que emanaron normalizaciones en el nombrado de las sustancias. 

## Acuerdos
En el congreso se plantearon ya algunos de los problemas relacionados con los diferentes intereses de los grupos que impulsaron la normalización de la terminología química. La primera de las sesenta reglas que allí se adoptaron abordó la importante cuestión de la naturaleza y el alcance de las normas acordadas por los representantes de las sociedades de química de los catorce países participantes. La nutrida comisión francesa se opuso a abandonar la posibilidad de utilizar nombres diversos para una misma sustancia. En su opinión, resultaba extremadamente útil para la enseñanza poder utilizar diversos nombres que evidenciaran uno u otro componente de un compuesto dado, o que destacaran una u otra propiedad. Desde este punto de vista, las normas de nomenclatura no debían perseguir la designación de un nombre único e inmutable para cada sustancia, sino simplemente establecer las reglas que debían seguirse para formar los diferentes nombres atribuibles a un mismo compuesto. En el polo opuesto, la comisión alemana, más preocupada por facilitar la recuperación de la información que por la enseñanza, señaló los obstáculos que crearía la multiplicidad de sinónimos que de este modo aparecerían. Desde esta otra posición, las normas de nomenclatura eran concebidas como un medio para lograr la asignación del nombre oficial que para cada sustancia debería emplearse en las tablas e índices de los repertorios bibliográficos, diccionarios, manuales, etc. Las normas debían servir sólo para esto, dejando a los autores absoluta libertad en el uso de unos nombres u otros en sus escritos. Esta fue la posición que adoptó finalmente el congreso de Ginebra en su primera resolución: 

Junto a los usos habituales de la nomenclatura, será establecido para cada compuesto orgánico un nombre oficial, que permitirá encontrarlo bajo una única rúbrica en las tablas y diccionarios.

De ello se derivaba que las organizaciones internacionales de nomenclatura no se imponían como misión la reforma de la lengua hablada o escrita, sino simplemente llegar a acuerdos internacionales sobre los términos empleados en los diferentes instrumentos de recuperación de la información.